# Горе пани Шнайдровой
Горе пани Шнайдровой (алб. Trishtimi i zonjës Shnajder) — мелодраматический фильм, снятый на студии Albfilm, который был выдвинутый Албанией на соискание премии «Оскар» в категории «Лучший фильм на иностранном языке», но не попал в окончательный список.

## Сюжет
Студент Пражской академии исполнительских искусств Леке вместе с друзьями чехом Артуром и словаком Карелом едет в городок Чески-Штернберк, чтобы снять дипломную работу о мотоциклетный завод. Работая над фильмом, Леке поражает беспечность чешской «золотой молодежи». От инженера парень узнает о политических заключенных, которые постоянно находятся в зоне повышенной радиации, добывая уран для СССР.
Студенты возвращаются в Прагу, чтобы продолжить работу над фильмом в лаборатории. Им сообщают, что албанцы должны вернуться в свою страну. Леке снова едет в Чески-Штернберк, где разрывается между желанием остаться в Чехословакии и любовью к своей семье.